# Золотий фонд Фастівщини
В січні 2003 року згідно  рішення спільного засідання колегії Фастівської райдержадміністрації та президії Фастівської районної ради було засновано в Книгу видатних громадян Фастівського району «Золотий фонд Фастівщини».
З нагоди відзначення 80-ти річчя Фастівського району в 2003 році до книги «Золотий фонд Фастівщини» було занесено 126 осіб, серед яких Герої соціалістичної праці, Герої Радянського Союзу, Заслужені працівники, народні депутати України, видатні земляки Фастівщини, які внесли значний доробок у соціально-економічний та культурний розвиток району.
На сьогодні[коли?] у районну книгу «Золотий фонд Фастівщини» внесено 156 осіб.

## Перелік видатних громадян
- Александров  Анатолій  Петрович,  1903-1996 рр.,  академік, тричі  Герой  соціалістичної  праці.  З 1917 по 1930 рр. проживав в с.Млинок.
- Буйко  Петро  Михайлович,  1895-1943 рр.,  Герой  Радянського  Союзу. Професор. Загинув  в  с. Томашівка.
- Ведмідь Афанасій Тимофійович, 1910-1976 рр., Герой  соціалістичної  праці.  Понад  десять  років очолював відгодівельний радгосп «Унавський».
- Грисюк  Антон  Степанович, 1914–1944 рр., Герой  Радянського  Союзу. Проживав  в с.Дорогинка.
- Грисюк Іван Андрійович, 1895—1923 рр., український повстанський отаман часів Радянсько-української війни.
- Коваленко Юрій Семенович, 1942 р.н., Герой Радянського Союзу, капітан І рангу, інженер-гідронавт,  нагороджений орденом Червоної Зірки, орденом «За службу Вітчизні у Збройних Силах» ІІІ ст., орденом  Леніна, орденом «За личное мужество».  Проживав разом з батьками у селі Триліси з 1947 року, навчався у Триліській ЗОШ І-ІІІ ст. Помер у 2007 році, похований у Москві.
- Короленко  Василь  Іванович, 1922-1988 рр., Герой  соціалістичної  праці. Нагороджений орденом Леніна, двома орденами Трудового Червоного Прапора. Майже  тридцять років  працював бригадиром тракторної бригади колгоспу «Шлях до комунізму», с. Пилипівка.
- Микитенко  Марія  Давидівна,  1933 р.н.,  Герой  соціалістичної  праці,  нагороджена  орденом  Леніна,  орденом  «Знак  Пошани»,  орденом Жовтневої  революції.  Більше  тридцяти  років  працювала  дояркою  колгоспу «Росія»  с.Паляничинці.  Проживає в с.Паляничинці
- Миколаєнко Іван Дементійович, 1921-1948 рр., Герой Радянського Союзу. Нагороджений орденом Червоної Зірки, орденом Вітчизняної війни П ст. Народився в селищі Кожанка.
- Помазан Микола Степанович, 1923-2001 рр., Герой Соціалістичної Праці, Заслужений працівник сільського господарства УРСР. Працював головою об’єднання  «Запоріжсільгоспздравниця». Народився в селищі Кожанка.
- Рибинок  Павло  Іванович,  1909-1998 рр.,  Герой  Радянського  Союзу. Народився в с.Томашівка.
- Собківський  Григорій  Платонович,  1921-1977 рр.,  Герой  Радянського  Союзу. Народився в с. Мала Снітинка.
- Соколов Анатолій Михайлович, 1911-1942 рр., Герой Радянського Союзу. Проживав у селищі Борова.
- Тхоржевський  Олександр  Іванович, 1925-1945 рр.,  Герой  Радянського  Союзу. Народився в с.Фастівець.
- Шаповалов Євген Петрович, 1904-1977 рр., генерал-майор, Герой Радянського Союзу,  у 1960-1965 рр. очолював радгосп «Триліський».
- Шевчук  Василь  Михайлович,  1919-2003 рр., Герой Радянського Союзу. Народився в с. Ставки.